# South Littleton
South Littleton är en ort och civil parish i Storbritannien.   Den ligger i grevskapet Worcestershire och riksdelen England, i den södra delen av landet, 140 km nordväst om huvudstaden London. South Littleton ligger 43 meter över havet och antalet invånare är 1 564.
Terrängen runt South Littleton är huvudsakligen platt, men åt sydost är den kuperad. Runt South Littleton är det ganska tätbefolkat, med 124 invånare per kvadratkilometer. Närmaste större samhälle är Evesham, 4,7 km sydväst om South Littleton. Trakten runt South Littleton består till största delen av jordbruksmark.